# 大辻山
大辻山（おおつじやま）は、富山県中新川郡上市町と立山町に跨る山。標高は1361m。
富山県登山連盟の富山の百山の一つ。

## 概要
立山ケーブルの対岸にある山で、平野部からもよく見える。この山からの分岐で、高峰山への尾根、来拝山への尾根、大日連峰への尾根がある。登山口の長尾峠には駐車場や簡易トイレがある他、ガンバ平とブナ平という場所では休憩所がある。
山頂からは弥陀ヶ原や称名滝、立山連峰などが見える。

## 生態
尾根沿い途中は大きな立山杉が多く自生し、山頂近くは広いブナ林がある。
また、北側斜面にはミズバショウの群生がある。

## 登山
長尾峠からまず奥長尾山を登り、そこから尾根沿いに大辻山の尾根に至り、山頂に行く。登山口の簡易トイレや途中の休憩所など比較的よく整備され、登りやすい登山道である。
別ルートとして鳥越峠から行く北尾根コースがあり、途中にミズバショウの群落がある。